# 布利奥环形山
布利奥环形山（Bullialdus）是位于月球正面云海西部一座相对年轻的大撞击坑，也是云海中最大的未被熔岩掩没的陨坑，约形成于38-32亿年前的晚雨海世，但据另外的来源认为，其形成于32-11亿年前的爱拉托逊纪，该陨坑取名自十七世纪法国著名天文学家及数学家、光度学创始人伊斯梅尔·布利奥（Ismaël Bullialdus，1605年-1694年），1935年被国际天文学联合会批准接受。

## 描述

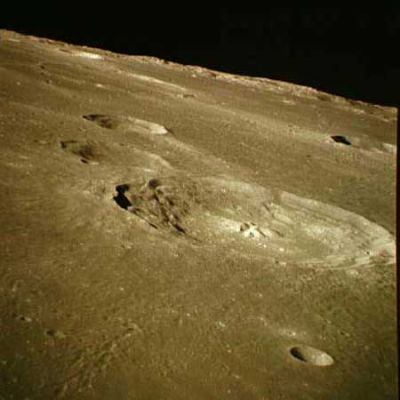
阿波罗16号拍摄图像

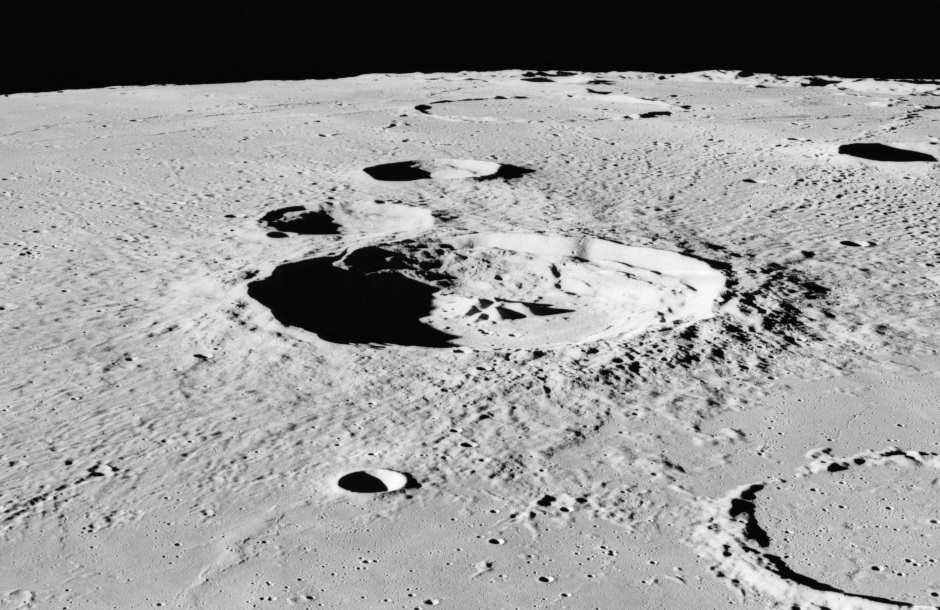
阿波罗16号拍摄的朝南斜视图

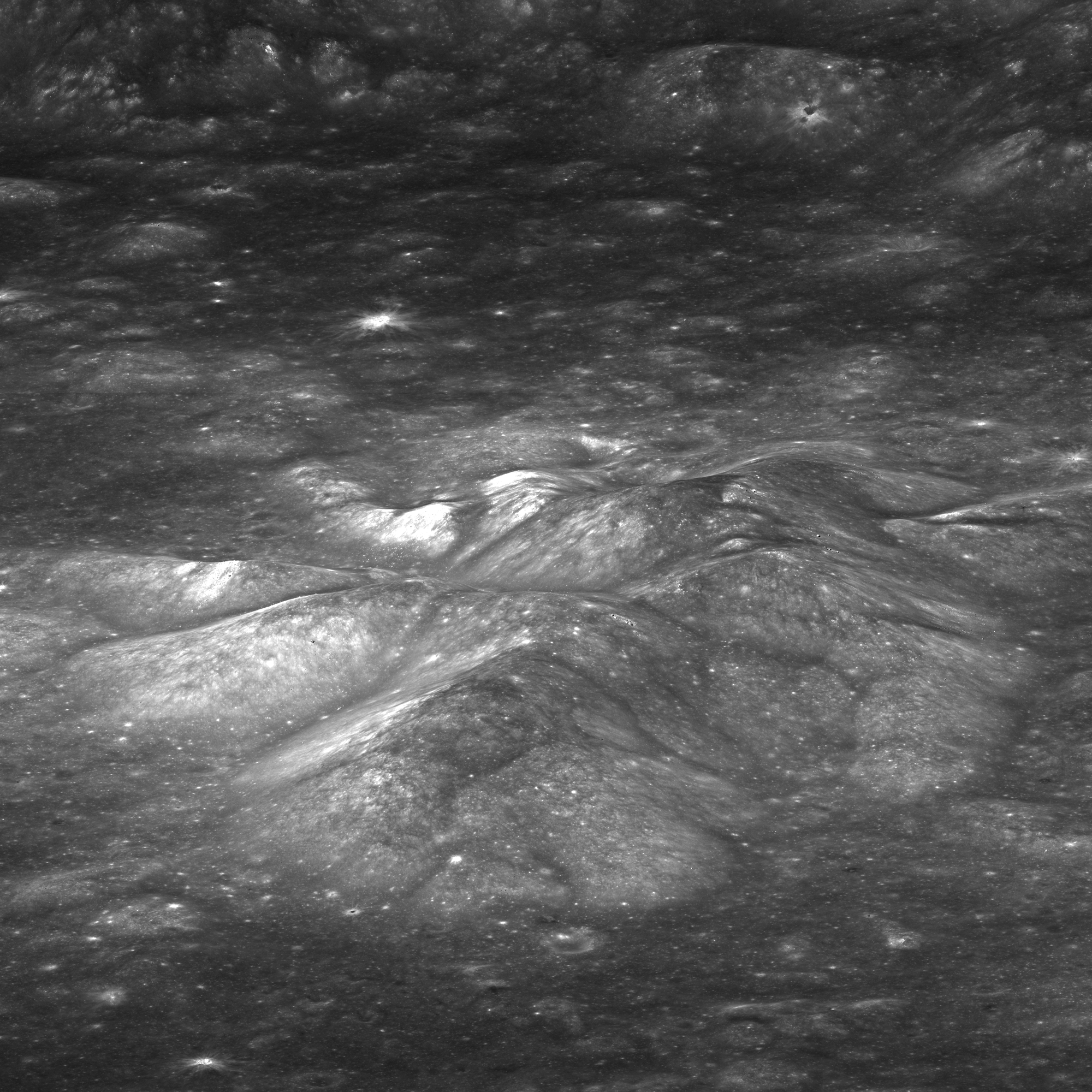
布利奥环形山坑内的中央峰（左为北），月球勘测轨道飞行器拍摄。

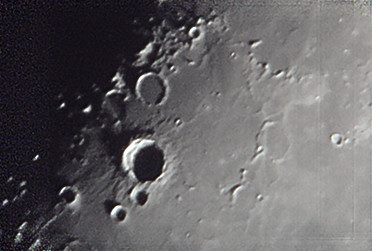
从地球上看到的布利奥环形山，位于图中左下方。

该陨坑西侧毗邻阿伽撒尔基德斯环形山、西北偏北靠近卢宾聂基陨石坑、古尔德陨石坑和奥佩尔特陨石坑位于它的东北、东南偏东则是沃夫陨石坑、而基斯陨石坑和柯尼希陨石坑则分别坐落在它的南侧和西南。该陨坑中心月面坐标为20°45′S 22°16′W / 20.75°S 22.26°W，直径60.72公里，深度约2.718公里。
布利奥环形山所处位置相对孤立而显眼，其外观略呈多边形状。坑壁平均高出周边地形1210米，内部容积约3133.81公里³。外侧坑壁覆盖了大面积撞击形成时溅射出的岩石，以及由此形成的呈放射状分布的山脊、峡谷和次生链坑，覆盖在西北侧月海熔岩上的排放物晕层清楚地显示了，在陨坑形成后，这一侧仍在持续的喷发。陨坑阶地状的内侧壁较为陡峭，其中西北内壁坡度约有46度。
布利奥环形山坑内矗立着数座高度超过1110米的中央峰，其成分由钙长岩（AN）、火成岩（含60%斜长石、35%辉石和5%橄榄石）（N）和含85-90%斜长石的辉长岩-苏长岩-橄长岩长岩（GNTA1）及80-85%的（GNTA2）所组成。一道隆起的山脊从中央峰往东南延伸，直止与内侧壁连接在一起。坑内地表较为崎岖，分布有大量低矮的穹丘，整体地表呈中央拱起。当太阳高照时，该环形山的坑壁及中央山脉较周边地形更明亮，在坑底显示出一片白色的斑块。陨坑的坑壁在施罗特亮度表中的亮度等级为5°。
红外光谱研究的结果提示，该陨坑至少有三种熔岩地层。撞击可能也切入到了铁镁质侵入岩，一种含有高浓度较重元素（如镁等）的深层火成岩晶体。
布利奥环形山的南面坐落着二座更小的醒目陨坑：位于西南的卫星坑布利奥环 A以及南面比它还小的布利奥环 B。

## 陨坑截面图
该图显示了陨石坑不同方向上的截面，纵向坐标轴（Y轴）单位为英尺，右上方图显示的比例尺为米。

## 卫星陨石坑
按惯例，最靠近布利奥环形山的卫星坑将在月图上以字母标注在它的中心点旁边。

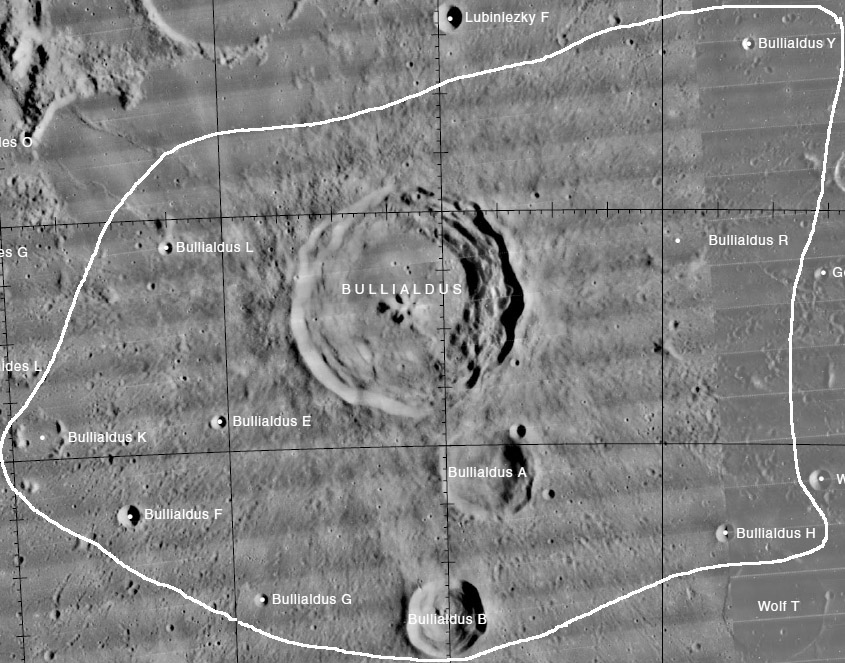
LAC-94 区域图

| 布利奥 | 纬度     | 经度     | 直径     |
| ------ | -------- | -------- | -------- |
| A      | 22.21° S | 21.57° W | 25.5公里 |
| B      | 23.46° S | 21.96° W | 21.3公里 |
| E      | 21.74° S | 24.03° W | 3.9公里  |
| F      | 22.51° S | 24.91° W | 5.9公里  |
| G      | 23.27° S | 23.7° W  | 3.4公里  |
| H      | 22.75° S | 19.36° W | 4.4公里  |
| K      | 21.78° S | 25.69° W | 12.0公里 |
| L      | 20.23° S | 24.46° W | 3.6公里  |
| R      | 20.23° S | 19.84° W | 16.8公里 |
| Y      | 18.58° S | 19.18° W | 3.2公里  |

## 另请参阅
- S. Tompkins et al., "Distribution and geologic history of materials excavated by the lunar crater Bullialdus", Twenty-Fourth Lunar and Planetary Science Conference, Part 3, 1993.

- Andersson, L. E.; Whitaker, E. A. . NASA RP-1097. 1982.
- Blue, Jennifer. . USGS. July 25, 2007  [2007-08-05]. （原始内容存档于2018-12-25）.
- Bussey, B.; Spudis, P. . New York: Cambridge University Press. 2004. ISBN 978-0-521-81528-4.
- Cocks, Elijah E.; Cocks, Josiah C. . Tudor Publishers. 1995. ISBN 978-0-936389-27-1.
- McDowell, Jonathan. . Jonathan's Space Report. July 15, 2007  [2007-10-24]. （原始内容存档于2018-12-25）.
- Menzel, D. H.; Minnaert, M.; Levin, B.; Dollfus, A.; Bell, B. . Space Science Reviews. 1971, 12 (2): 136–186. Bibcode:1971SSRv...12..136M. doi:10.1007/BF00171763.
- Moore, Patrick. . Sterling Publishing Co. 2001. ISBN 978-0-304-35469-6.
- Price, Fred W. . Cambridge University Press. 1988. ISBN 978-0-521-33500-3.
- Rükl, Antonín. . Kalmbach Books. 1990. ISBN 978-0-913135-17-4.
- Webb, Rev. T. W.  6th revised. Dover. 1962. ISBN 978-0-486-20917-3.
- Whitaker, Ewen A. . Cambridge University Press. 1999. ISBN 978-0-521-62248-6.
- Wlasuk, Peter T. . Springer. 2000. ISBN 978-1-85233-193-1.